# Isabella Jantz

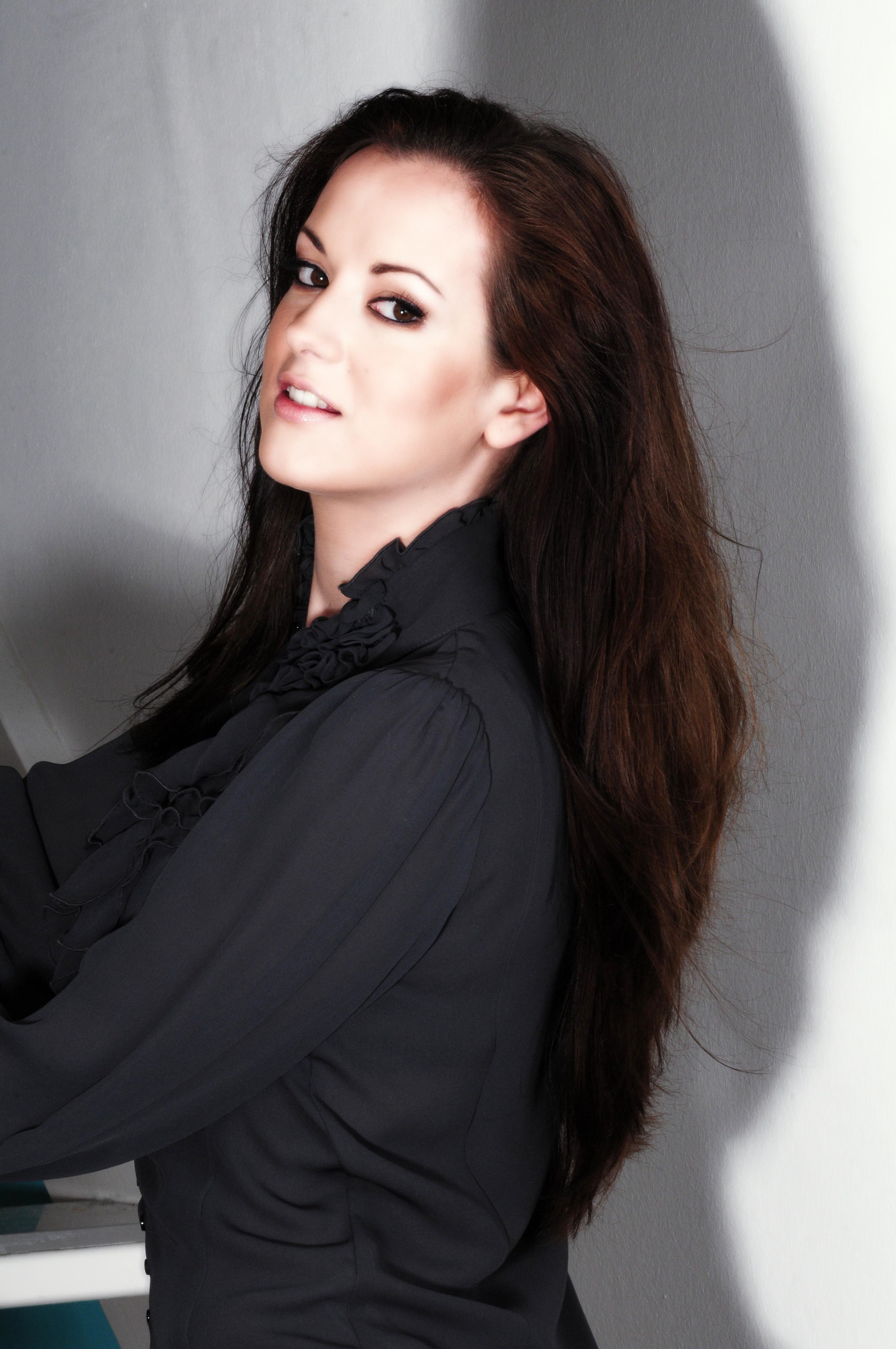
Isabella Jantz (2009)

Isabella Jantz (* 29. August 1982 in München) ist eine deutsche Schauspielerin und Schriftstellerin.

## Leben
Isabella Jantz trat bereits als Jugendliche in Fernsehserien auf. Sie besuchte von 1999 bis 2001 die Berufsfachschule Schauspiel München und nahm danach privaten Schauspiel- und Gesangsunterricht. Sie wirkte in TV-Produktionen wie Markus Imbodens Fernsehfilm Ein Dorf sucht seinen Mörder und der Serie München 7 mit. In der Telenovela Sturm der Liebe spielte sie von September 2005 (Folge 3) bis Dezember 2006 (Folge 289) als Marie Sonnbichler eine der Hauptrollen. Jantz verkörperte Helene Sedlmayr in der Komödienstadel-Folge Die schöne Münchnerin.
2012 veröffentlichte sie vier Gedichtbände und ihren ersten Roman Cracks – a mysterious love als E-Book.
Jantz kreiert zusammen mit ihrer Schwester Anita verschiedenartige Produkte, die dann über Onlineshops vertrieben werden.
Sie lebt in München.

## Filmografie
- 1998: Sylvia – Eine Klasse für sich (Fernsehserie, 7 Folgen)
- 1999: Aus heiterem Himmel (Fernsehserie, 1 Folge)
- 2000: Verlorene Kinder (Fernsehfilm)
- 2000: Flashback – Mörderische Ferien
- 2000: Harte Jungs
- 2001: Die Tochter des Kommissars (Fernsehfilm)
- 2001: Im Namen des Gesetzes (Fernsehserie, 1 Folge)
- 2001: Die Verbrechen des Professor Capellari (Fernsehserie, 2 Folgen)
- 2002–2015: SOKO München (Fernsehserie, 3 Folgen, verschiedene Rollen)
- 2002: Ein Dorf sucht seinen Mörder (Fernsehfilm)
- 2002–2013: Die Rosenheim-Cops (Fernsehserie, 3 Folgen, verschiedene Rollen)
- 2002–2005: Schulmädchen (Fernsehserie)
- 2003: Utta Danella – Der Sommer des glücklichen Narren (Fernsehreihe)
- 2003: Forsthaus Falkenau (Fernsehserie, 1 Folge)
- 2003: The Profashional (Kurzfilm)
- 2003: Marienhof (Fernsehserie, 18 Folgen)
- 2004: Tatort: Waidmanns Heil (Fernsehreihe)
- 2004: München 7 (Fernsehserie, 6 Folgen)
- 2004: Daniel, der Zauberer
- 2005: Jetzt erst recht! (Fernsehserie, 1 Folge)
- 2005: Der Alte (Fernsehserie, 1 Folge)
- 2005: Der Zodiac-Killer
- 2005–2006: Sturm der Liebe (Fernsehserie, 227 Folgen)
- 2007: Beste Zeit
- 2008: Zwei Herzen und zwölf Pfoten (Fernsehserie, 1 Folge)
- 2008: Liesl Karlstadt und Karl Valentin
- 2008: Der Komödienstadel – Die schöne Münchnerin
- 2009: Der Komödienstadel – Verhexte Hex
- 2009: Sinngestalten (Kurzfilm)
- 2010: Der Komödienstadel – Duttenfeiler
- 2010: Liebesglückleid (Kurzfilm)
- 2011: Der Komödienstadel – Die Provinzdiva
- 2014–2015: Signs (Fernsehserie)
- 2017: Your Voice (Kurzfilm)